# Lilliesvärd
Lilliesvärd var en svensk adelsätt, varav en gren hade friherrlig rang. Ätten, som först var borgerlig, hette innan adlandet Vult eller Fult.
Ättens stamfader var borgaren och körsnären Mattias Vult i Zullichau i Schlesien, vars son Elias Vult (1608-1699) inkom till Stockholm, Sverige, på grund av religionsförföljelser. I Stockholm var han liksom fadern körsnär, samt blev ålderman och uppges ha blivit förmögen. Hans hustru, Juliana von Kothen, tillhörde en adlig ätt från Holstein. Ena sonen, Johannes Vultejus, var överhovpredikant hos drottning Hedvig Eleonora och sonen till denne adlades Vult von Steijern. Överhovpredikantens bror, Gabriel Vult, var i krigstjänst för Sverige, påven i Rom, Tysk-romerska riket och Frankrike, och när han 1678 återkom till Sverige gick han med i livregementet till häst för att sedan förflyttas till Jämtlands kavallerikompani av livregementet. Han adlades 1689 med namnet Lilliesvärd, och hade då rangen av löjtnant. Hans hustru var Catharina Silfverström, brorsdotter till Ægidius Otto, som han 1683 sammanvigdes med kungligt tillstånd.
Makarna fick flera barn. En av sönerna, generalmajor Magnus Daniel Lilliesvärd, upphöjdes 1764 till friherre. Den friherrliga ätten slocknade på spinnsidan 1816 med Sofia Elisabet Lilliesvärd.
Den adliga ätten fortlevde med flera bröder till Magnus Daniel Lilliesvärd, vilka verkande inom militären liksom merparten av de efterkommande. Ätten slocknade på svärdssidan med den siste medlemmen, bruksbokhållaren Carl Johan Lilliesvärd 1913.